# Melbourne Beach
Pour les articles homonymes, voir Melbourne (homonymie).
Melbourne Beach est une ville des États-Unis située sur la côte est de la Floride. De taille modeste, elle se situe à l'est d'Orlando, au sud de Cap Canaveral.

## Histoire
En 1879, un hôtel est construit dans la commune, 'the Oak Lodge'. En 1883, une commune est créée.

## Démographie
| 1930 | 1940 | 1950 | 1960  | 1970  | 1980  |
| ---- | ---- | ---- | ----- | ----- | ----- |
| 72   | 90   | 230  | 1 004 | 2 262 | 2 713 |

| 1990  | 2000  | 2010  | - | - | - |
| ----- | ----- | ----- | - | - | - |
| 3 021 | 3 335 | 3 101 | - | - | - |

## Personnalités liées à la commune
- Bobby Dall, musicien ;
- Doug Flutie, footballeur ;
- Jorja Fox, actrice ;
- James Henry Gillis, amiral ;
- Sybil Leek, écrivain ;
- Homer Rodeheaver, musicien ;
- Pat Neshek, joueur de baseball.